# Мультиплікативна група кільця лишків за модулем n
В модульній арифметиці, множина класів рівності чисел, що є взаємно простими до модуля n утворюють групу над операцією множення відому як мультиплікативна група кільця лишків за модулем n (англ. Multiplicative group of integers modulo n, primitive residue classes modulo n). В теорії кілець, відгалуженні абстрактної алгебри, її описують як групу оборотних елементів кільця лишків за модулем n. (Оборотний елемент, тобто такий, що має обернений за модулем.)
Ця група фундаментальна в теорії чисел. Вона знайшла застосування в криптографії, факторизації цілих чисел і перевірці на простоту. Наприклад, через знаходження порядку (тобто розміру) групи, можна визначити чи просте n: n просте тоді і тільки тоді, якщо порядок становить n − 1.

## Аксіоми групи
Просто показати, що для множення класи рівності за модулем n, які взаємно прості до n, задовольняють аксіомам абелевої групи.
З a ≡ b (mod n) випливає, що gcd(a, n) = gcd(b, n).
Тому що gcd(a, n) = 1 і gcd(b, n) = 1 призводить до gcd(ab, n) = 1, множина класів взаємно простих до n замкнена щодо множення.
Природне відображення з множини цілих чисел в класи рівності за модулем n, що переводить ціле число в його клас рівності за модулем n зберігає добуток. Це призводить до того, що клас, який містить 1 є єдиним нейтральним елементом щодо множення, асоціативний і комутативний закони також виконуються. Насправді це гомоморфізм кілець. 
Для заданого a, gcd(a, n) = 1, знаходження x, що задовольняє ax ≡ 1 (mod n) це те саме, що розв'язання ax + ny = 1, що можна зробити через рівняння Безу. Знайдений x матиме властивість, що  gcd(x, n) = 1.

## Форма запису
Кільце лишків за модулем n позначають {\displaystyle \mathbb {Z} /n\mathbb {Z} }  або  {\displaystyle \mathbb {Z} /(n)}   (тобто, кільце цілих за модулем ідеала nZ = (n), який складається з чисел кратних n), або як {\displaystyle \mathbb {Z} _{n}} (хоча останню можна сплутати з p-адичними числами у випадку {\displaystyle n=p}). Залежно від автора цю групу оборотних елементів записують як {\displaystyle (\mathbb {Z} /n\mathbb {Z} )^{*},}   {\displaystyle (\mathbb {Z} /n\mathbb {Z} )^{\times },}   {\displaystyle U(\mathbb {Z} /n\mathbb {Z} ),}   {\displaystyle E(\mathbb {Z} /n\mathbb {Z} )}   (німецькою Einheit = оборотний елемент) або щось інше в цьому ключі. Ця стаття використовує {\displaystyle (\mathbb {Z} /n\mathbb {Z} )^{\times }.}
Запис {\displaystyle C_{n}} відповідає циклічній групі порядку n.

## Структура

### n= 1
Будь-які два цілих числа рівні за модулем 1, тобто існує лише один клас рівності. Кожне ціле взаємно просте до 1. Отже єдиний клас рівності за модулем 1 взаємно простий із модулем, так {\displaystyle (\mathbb {Z} /1\,\mathbb {Z} )^{\times }\cong C_{1}} тривіально. Отримуємо, що φ(1) = 1. Через те, що перший степінь будь-якого цілого числа рівний 1 за модулем 1, λ(1) також 1.
Через свою простоту, випадок рівності за модулем 1 зазвичай опускають. Наприклад, теорема «{\displaystyle (\mathbb {Z} /n\mathbb {Z} )^{\times }} циклічна тоді і тільки тоді, коли φ(n) = λ(n)» неявно містить випадок n = 1, тоді як твердження теореми Ґауса «{\displaystyle (\mathbb {Z} /n\mathbb {Z} )^{\times }} тоді і тоді, коли n = 2, 4, будь-який степінь непарного простого числа або двічі будь-який степінь простого числа,» явно виключає 1.

### Степені 2
За модулем 2 є лише один клас взаємної рівності, 1, отже {\displaystyle (\mathbb {Z} /2\mathbb {Z} )^{\times }\cong C_{1}} — тривіальна група (з одним елементом).
За модулем 4 є два взаємно прості класи рівності, 1 і 3, отже {\displaystyle (\mathbb {Z} /4\mathbb {Z} )^{\times }\cong C_{2},} циклічна група з двома елементами.
За модулем 8 є чотири взаємно прості класи, 1, 3, 5 і 7. Квадрат кожного з них дорівнює 1, отже {\displaystyle (\mathbb {Z} /8\mathbb {Z} )^{\times }\cong C_{2}\times C_{2},} 4-група Клейна.
За модулем 16, присутні вісім взаємно простих класів 1, 3, 5, 7, 9, 11, 13 і 15. {\displaystyle \{\pm 1,\pm 7\}\cong C_{2}\times C_{2},} — підгрупа 2-кручення (тобто квадрат кожного елемента дорівнює 1), отже {\displaystyle (\mathbb {Z} /16\mathbb {Z} )^{\times }} не циклічна. Степені числа 3 утворюють {\displaystyle \{1,3,9,11\}} — підгрупа порядку 4, як і степені 5, {\displaystyle \{1,5,9,13\}.}    Таким чином {\displaystyle (\mathbb {Z} /16\mathbb {Z} )^{\times }\cong C_{2}\times C_{4}.}
Властивості, що показали приклади з 8 і 16 зберігаються для вищих степенів  2k, k > 2: {\displaystyle \{\pm 1,2^{k-1}\pm 1\}\cong C_{2}\times C_{2},} — підгрупа 2-кручення (тому {\displaystyle (\mathbb {Z} /2^{k}\mathbb {Z} )^{\times }} не циклічна) і степені 3 це підгрупи порядку 2k − 2, отже {\displaystyle (\mathbb {Z} /2^{k}\mathbb {Z} )^{\times }\cong C_{2}\times C_{2^{k-2}}.}

### Степені непарних простих
Для степенів непарних простих чисел pk група циклічна:
{\displaystyle \;\;(\mathbb {Z} /p^{k}\mathbb {Z} )^{\times }\cong C_{p^{k-1}(p-1)}\cong C_{\varphi (p^{k})}.}

### Складені числа
Китайська теорема про залишки стверджує, що  якщо {\displaystyle \;\;n=p_{1}^{k_{1}}p_{2}^{k_{2}}p_{3}^{k_{3}}\dots ,\;}  тоді кільце {\displaystyle \mathbb {Z} /n\mathbb {Z} } є прямим добутком кілець відповідно до степенів простих множників числа:
{\displaystyle \mathbb {Z} /n\mathbb {Z} \cong \mathbb {Z} /{p_{1}^{k_{1}}}\mathbb {Z} \;\times \;\mathbb {Z} /{p_{2}^{k_{2}}}\mathbb {Z} \;\times \;\mathbb {Z} /{p_{3}^{k_{3}}}\mathbb {Z} \dots \;\;}
Подібно, група оборотних елементів {\displaystyle (\mathbb {Z} /n\mathbb {Z} )^{\times }} є прямим добутком відповідно до степеня простого множника:
{\displaystyle (\mathbb {Z} /n\mathbb {Z} )^{\times }\cong (\mathbb {Z} /{p_{1}^{k_{1}}}\mathbb {Z} )^{\times }\times (\mathbb {Z} /{p_{2}^{k_{2}}}\mathbb {Z} )^{\times }\times (\mathbb {Z} /{p_{3}^{k_{3}}}\mathbb {Z} )^{\times }\dots \;.}

## Властивості

### Порядок
Порядок отримуємо через функцію Ейлера: {\displaystyle |(\mathbb {Z} /n\mathbb {Z} )^{\times }|=\varphi (n).}  Це добуток порядків циклічних груп у прямому добутку.

### Експонента
Експонента отримується функцією Кармайкла {\displaystyle \lambda (n),} — найменше спільне кратне порядків циклічних груп. Тобто, для заданого n, {\displaystyle a^{\lambda (n)}\equiv 1{\pmod {n}},} для будь-якого a взаємно простого до n і {\displaystyle \lambda (n)} — найменше таке  число.

### Породжувачі
{\displaystyle (\mathbb {Z} /n\mathbb {Z} )^{\times }} циклічна тоді і тільки тоді, якщо {\displaystyle \varphi (n)=\lambda (n).} Це випадок коли n це 2, 4, pk або 2pk, де p непарне просте і k > 0. для всіх інших значень n (окрім 1) група не циклічна.  Єдиний породжувач в циклічному випадку називається первісний корінь за модулем n.
З того, що всі {\displaystyle (\mathbb {Z} /n\mathbb {Z} )^{\times },} n ≤ 7 циклічні, інакше можна це сказати так: Якщо n < 8 тоді {\displaystyle \;(\mathbb {Z} /n\mathbb {Z} )^{\times }} має первісний корінь. Якщо n ≥  8 тоді {\displaystyle \;(\mathbb {Z} /n\mathbb {Z} )^{\times }}  має первіісний корінь якщо тільки n не ділиться на 4 або на два відмінних простих числа.
В загальному випадку існує лише один породжувач для кожного циклічного прямого множника.

## Приклади
Ця таблиця показує циклічну декомпозицію {\displaystyle (\mathbb {Z} /n\mathbb {Z} )^{\times }} і породжуючу множину для малих значень n. Породжуюча множина не єдина; наприклад для модуля 16 підходять і {−1, 3}, і {−1, 5}. Породжувачі вказані в порядку прямих множників (англ. direct factor).
Наприклад, візьмемо n = 20. {\displaystyle \varphi (20)=8} значить, що порядок {\displaystyle (\mathbb {Z} /20\mathbb {Z} )^{\times }} 8 (тобто із чисел менших від 20, лише 8 є взаємно прості з ним); {\displaystyle \lambda (20)=4}, отже четвертий степінь будь-якого взаємно простого до 20 числа ≡ 1 (mod 20); і по породжувачах, 19 має порядок 2, 3 — 4, і кожен елемент групи {\displaystyle (\mathbb {Z} /20\mathbb {Z} )^{\times }} має форму 19a × 3b, де a — 0 або 1 і b — 0, 1, 2 або 3.
Степенями 19 є {±1}, а  степені 3 — {3, 9, 7, 1}. Степені 3 помножені на ±1 складають всі числа менші 20 і взаємно прості з ним. Факт того, що порядком 19 є 2 і порядок 3 — 4 тягне за собою те, що кожен член {\displaystyle \mathbb {Z} _{20}^{\times }} ≡ 1 (mod 20).
| {\displaystyle n\;} | {\displaystyle (\mathbb {Z} /n\mathbb {Z} )^{\times }} | {\displaystyle \varphi (n)\;} | {\displaystyle \lambda (n)\;} | породжуюча множина |    | {\displaystyle n\;} | {\displaystyle (\mathbb {Z} /n\mathbb {Z} )^{\times }} | {\displaystyle \varphi (n)\;} | {\displaystyle \lambda (n)\;} | породжуюча множина |
| 2                   | C1                                                     | 1                             | 1                             | 1                  | 33 | C2×C10              | 20                                                     | 10                            | 10, 2                         |                    |
| 3                   | C2                                                     | 2                             | 2                             | 2                  | 34 | C16                 | 16                                                     | 16                            | 3                             |                    |
| 4                   | C2                                                     | 2                             | 2                             | 3                  | 35 | C2×C12              | 24                                                     | 12                            | 6, 2                          |                    |
| 5                   | C4                                                     | 4                             | 4                             | 2                  | 36 | C2×C6               | 12                                                     | 6                             | 19, 5                         |                    |
| 6                   | C2                                                     | 2                             | 2                             | 5                  | 37 | C36                 | 36                                                     | 36                            | 2                             |                    |
| 7                   | C6                                                     | 6                             | 6                             | 3                  | 38 | C18                 | 18                                                     | 18                            | 3                             |                    |
| 8                   | C2×C2                                                  | 4                             | 2                             | 7, 3               | 39 | C2×C12              | 24                                                     | 12                            | 38, 2                         |                    |
| 9                   | C6                                                     | 6                             | 6                             | 2                  | 40 | C2×C2×C4            | 16                                                     | 4                             | 39, 11, 3                     |                    |
| 10                  | C4                                                     | 4                             | 4                             | 3                  | 41 | C40                 | 40                                                     | 40                            | 6                             |                    |
| 11                  | C10                                                    | 10                            | 10                            | 2                  | 42 | C2×C6               | 12                                                     | 6                             | 13, 5                         |                    |
| 12                  | C2×C2                                                  | 4                             | 2                             | 5, 7               | 43 | C42                 | 42                                                     | 42                            | 3                             |                    |
| 13                  | C12                                                    | 12                            | 12                            | 2                  | 44 | C2×C10              | 20                                                     | 10                            | 43, 3                         |                    |
| 14                  | C6                                                     | 6                             | 6                             | 3                  | 45 | C2×C12              | 24                                                     | 12                            | 44, 2                         |                    |
| 15                  | C2×C4                                                  | 8                             | 4                             | 14, 2              | 46 | C22                 | 22                                                     | 22                            | 5                             |                    |
| 16                  | C2×C4                                                  | 8                             | 4                             | 15, 3              | 47 | C46                 | 46                                                     | 46                            | 5                             |                    |
| 17                  | C16                                                    | 16                            | 16                            | 3                  | 48 | C2×C2×C4            | 16                                                     | 4                             | 47, 7, 5                      |                    |
| 18                  | C6                                                     | 6                             | 6                             | 5                  | 49 | C42                 | 42                                                     | 42                            | 3                             |                    |
| 19                  | C18                                                    | 18                            | 18                            | 2                  | 50 | C20                 | 20                                                     | 20                            | 3                             |                    |
| 20                  | C2×C4                                                  | 8                             | 4                             | 19, 3              | 51 | C2×C16              | 32                                                     | 16                            | 50, 5                         |                    |
| 21                  | C2×C6                                                  | 12                            | 6                             | 20, 2              | 52 | C2×C12              | 24                                                     | 12                            | 51, 7                         |                    |
| 22                  | C10                                                    | 10                            | 10                            | 7                  | 53 | C52                 | 52                                                     | 52                            | 2                             |                    |
| 23                  | C22                                                    | 22                            | 22                            | 5                  | 54 | C18                 | 18                                                     | 18                            | 5                             |                    |
| 24                  | C2×C2×C2                                               | 8                             | 2                             | 5, 7, 13           | 55 | C2×C20              | 40                                                     | 20                            | 21, 2                         |                    |
| 25                  | C20                                                    | 20                            | 20                            | 2                  | 56 | C2×C2×C6            | 24                                                     | 6                             | 13, 29, 3                     |                    |
| 26                  | C12                                                    | 12                            | 12                            | 7                  | 57 | C2×C18              | 36                                                     | 18                            | 20, 2                         |                    |
| 27                  | C18                                                    | 18                            | 18                            | 2                  | 58 | C28                 | 28                                                     | 28                            | 3                             |                    |
| 28                  | C2×C6                                                  | 12                            | 6                             | 13, 3              | 59 | C58                 | 58                                                     | 58                            | 2                             |                    |
| 29                  | C28                                                    | 28                            | 28                            | 2                  | 60 | C2×C2×C4            | 16                                                     | 4                             | 11, 19, 7                     |                    |
| 30                  | C2×C4                                                  | 8                             | 4                             | 11, 7              | 61 | C60                 | 60                                                     | 60                            | 2                             |                    |
| 31                  | C30                                                    | 30                            | 30                            | 3                  | 62 | C30                 | 30                                                     | 30                            | 3                             |                    |
| 32                  | C2×C8                                                  | 16                            | 8                             | 31, 3              | 63 | C6×C6               | 36                                                     | 6                             | 2, 5                          |                    |